# Yama-uba

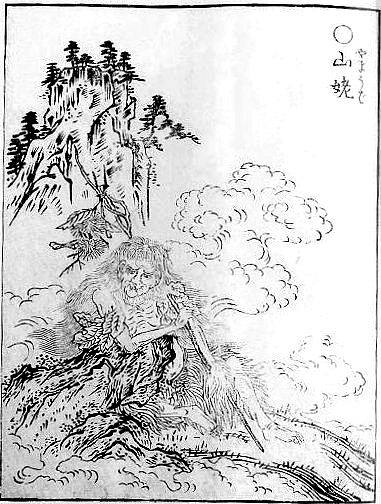
Yama-uba, ilustracja z Gazu-hyakki-yakō, autorstwa Sekiena Toriyamy.

Yama-uba (jap. 山姥) – yōkai występujący w japońskim folklorze. Zjawa ta często spotykana jest również pod nazwami Yamamba lub Yamanba. Często jest mylona z yuki-onna (jap. 雪女; dosł. „kobieta śniegu”), mimo tego, iż są to odrębne postaci.

## Wygląd
Yama-uba zazwyczaj ukazuje się jako stara kobieta, często o odrażającym wyglądzie. Ma długie, rozczochrane włosy o złocisto-białym kolorze, a jej kimono (zazwyczaj czerwone) jest brudne i postrzępione. Niektóre z tych zjaw znane pod imieniem kuchisake-onna (jap. 口裂け女 Kuchisakeonna) mają usta rozciągnięte na całą szerokość twarzy, a inne znane jako futakuchi-onna (jap. 二口女) posiadają drugą parę ust na czubku głowy. Są w stanie zmieniać swój wygląd, dzięki czemu zwabiają swoje ofiary w zasadzkę.

## Zachowanie
Yama-uba zamieszkują chaty w odległych lasach położonych w pobliżu japońskich gór. Według mieszkańców Japonii mieszkają w pobliżu Sabany (w jaskini u podnóża góry Nabekura, w pobliżu Fukui), regionie Tōhoku (północne Honsiu) oraz na górze Ashigara.

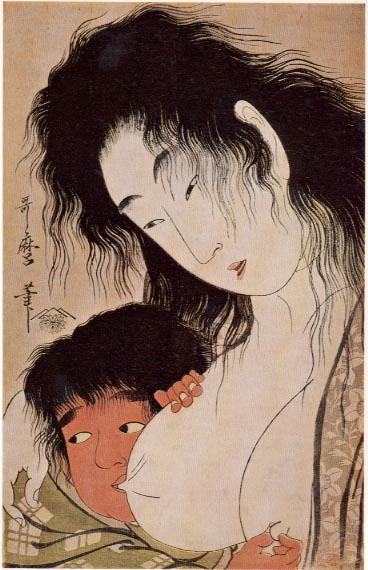
Yama-uba z historii o Kintarō.

Yama-uba poluje na wędrowców, którzy zgubili się w pobliżu jej leśnej kryjówki. Sposób wabienia ich różni się w zależności od opowieści. Zdarza się, iż zmienia się w piękną kobietę lub osobę bliską ofierze. Według innych opowieści odgrywa rolę bezradnej staruszki. Po zdobyciu zaufania często obezwładnia ofiary i zjada je. Jest w stanie kontrolować swoje włosy (nawet zamienić je w węże) i korzystać z nich, aby wyciągnąć zdobycz do paszczy na szczycie głowy. Może również udawać, iż chce udzielić pomocy zagubionym ludziom, następnie doprowadzić w ustronne i niebezpieczne miejsce, gdzie zabija ich, a następnie zjada. W niektórych opowieściach zaprasza również zagubionych wędrowników do swojej chaty, gdzie tuczy swoje ofiary, a dopiero potem zabija. Oprócz zabijania dorosłych jest często oskarżana o porywanie dzieci, co rodzice wykorzystują do straszenia swoich nieposłusznych dzieci.
Jej zachowanie jest podobne do żeńskich osobników oni, a niektórzy badacze sugerują, że yama-uba jest po prostu ogólną nazwą przedstawicieli tej klasy stworzeń. Inni sugerują, że kilka osobników naprawdę żyło w całej Japonii. W przeciwieństwie do oni sposób pokonania wiedźmy nie jest pewny. Część opowieści sugeruje, iż jest to stworzenie nocne, niemogące poruszać się w świetle dziennym. Inne mówią, iż jej jedyną słabością jest kwiat, który trzyma jej ducha w naszym świecie. Tylko wtedy, gdy zostanie on zniszczony, wiedźma zginie. Często jest przedstawiana jako bardzo łatwowierna, wtedy jej potencjalne ofiary oszukują ją, aby uciec.
Yama-uba jest biegła w czarowaniu oraz warzeniu mikstur i trucizn. Czasem dzieli się wiedzą z ludźmi, jednak  pod warunkiem, że ci złożą jej ofiarę z czegoś nadającego się do zjedzenia lub zaspokoją jakieś inne jej potrzeby.
Pomimo swej drapieżnej natury wiedźma posiada również dobre cechy. Na przykład w japońskim folklorze znana jest opowieść o tym, jak wychowała ona sierotę Kintarō, który stał się słynnym wojownikiem - Sakata no Kintoki. W tej historii yama-uba jest przedstawiona jako kochająca matka. Na półwyspie Atsumi w regionie Aichi wierzono, iż yama-uba ma brata nazywanego shuba-uba (lub kojya-uba), który wyglądem przypominał demony oni, stąd poglądy dotyczące wspólnych korzeni oni oraz yama-uby. Teoria pokrewieństwa wynika z opowiadania, w którym główny bohater Ozawa-Matsumoto, spotyka shuba-ubę i yama-ubę mieszkających w gospodarstwie domowym na Górze Sumi.

## Początki

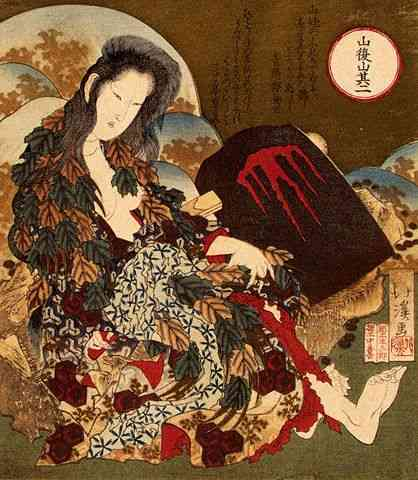
Yama-uba autorstwa Hokkei Totoya (1780-1850)

Niektórzy uczeni twierdzą, iż legenda o yama-uba ma swoje korzenie w czasach wielkiego głodu. Wtedy z braku żywności starsi ludzie z japońskich wiosek byli wypędzani do lasu. Yama-uba narodziła się z niepokoju wynikającego z takich działań.
Legendy o wiedźmie istniały już w okresie Heian, wtedy w wiosce Sabane zbudowano drogę omijającą jaskinie, uważane za dom wiedźmy.
Postać ta jest przedmiotem kilku teatrów nō, w szczególności zatytułowanego Yamanba.
Legenda o yama-uba nadal jest bardzo popularna w Japonii. Pod koniec lat 90 znany był nurt mody zwany „Yamanba”, wziął on swoją nazwę od postaci wiedźmy.

## W kulturze popularnej
- W filmie z 2005 roku The Great Yōkai War pojawia się postać wiedźmy.
- W opowiadaniu Steve Berman A Troll on a Mountain with a Girl opublikowanym w zbiorze Japanese Dreams pojawia się yama-uba.
- W powieści Historia Montgomery’ego autorstwa A. Leung odniesienie do yama-uby można znaleźć w trzecim rozdziale, Okazaki.